# Ploemeur
Ploemeur (bret. Plañvour) – miejscowość i gmina we Francji, w regionie Bretania, w departamencie Morbihan.
Według danych na rok 1990 gminę zamieszkiwało 17 637 osób, a gęstość zaludnienia wynosiła 444 osoby/km² (wśród 1269 gmin Bretanii Ploemeur plasuje się na 11. miejscu pod względem liczby ludności, natomiast pod względem powierzchni na miejscu 151.).